# Сонячна обсерваторія Вілкокса
Сонячна обсерваторія Вілкокса (англ. Wilcox Solar Observatory, WSO) — сонячна обсерваторія в Стенфорді у США, яку використовують для проведення щоденних спостережень магнітного поля та розподілу швидкостей на поверхні Сонця. Обсерваторія розпочала щоденні спостереження середнього магнітного поля Сонця у травні 1975 року. Обсерваторія знаходиться під управлінням Стенфордського університету та розташована у 2 км на південь від кампусу університету.
Раніше вона була відома як Стенфордська сонячна обсерваторія (англ. Stanford Solar Observatory). Пізніше її перейменували на честь геофізика Джона Вілкокса. Раніше обсерваторію фінансували NASA Heliophysics, Національний науковий фонд та Управління військово-морських досліджень.
Сонячна обсерваторія Вілкокса використовує спектрограф Літтрова разом із магнітографом Бебкока на спектральній лінії заліза-1 на 5250 Å, яку він порівнює з близькою та магнітно нечутливою лінією заліза-1 5124 Å, для оцінки фотосферного магнітного поля вздовж лінії зору з точністю до 0,04 гауса.